# 特雷梅勒
特雷梅勒（法語：Trémel，法語發音：[tʁemɛl] ⓘ）是法国阿摩尔滨海省的一个市镇，位于该省西部偏北，和菲尼斯泰尔省接壤，属于拉尼永区。

## 地理
特雷梅勒（48°36'11"N, 3°36'41"W）面积11.93 平方千米，位于法国布列塔尼大區阿摩尔滨海省，该省份为法国西北部沿海省份，位于布列塔尼半岛北部，北濒大西洋英吉利海峡，西接菲尼斯泰尔省，南至莫尔比昂省，东临伊勒-维莱讷省。
与特雷梅勒接壤的市镇（或旧市镇、城区）包括：普莱斯坦莱格雷沃、普卢内兰、普吕菲尔、普卢埃加特盖朗、普卢埃加特穆瓦桑、普卢伊尼欧。
特雷梅勒的时区为UTC+01:00、UTC+02:00（夏令时）。

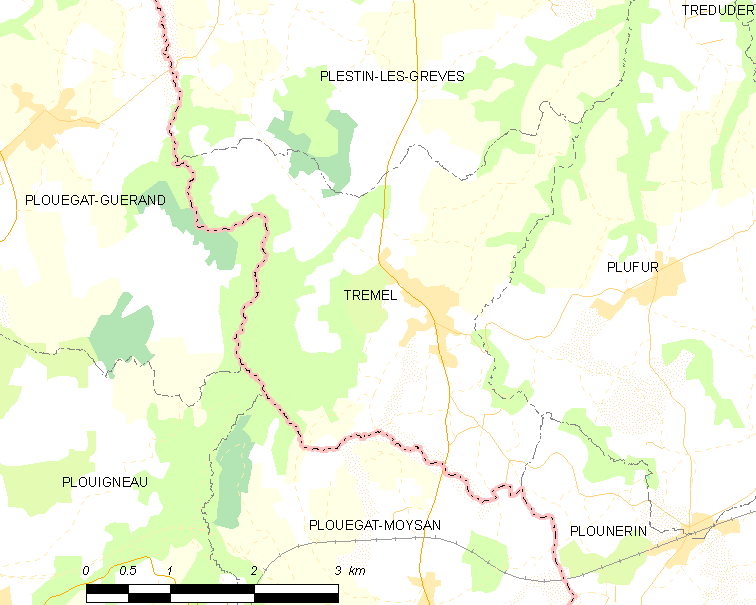
特雷梅勒的OSM定位图

## 行政
特雷梅勒的邮政编码为22310，INSEE市镇编码为22366。

## 政治
特雷梅勒所属的省级选区为普莱斯坦莱格雷沃县。

## 交通
阿摩尔滨海省省道D42线和D56线在境内交汇。

## 人口

1962-2008年间特雷梅勒人口变化图示

特雷梅勒于2022年1月1日时的人口数量为406人。